# Elisa Toffoli
Elisa, właśc. Elisa Toffoli (ur. 19 grudnia 1977) – włoska piosenkarka i kompozytorka. Jej muzyka zawiera wiele gatunków: rocka, bluesa, soul. Cechą charakterystyczną artystki jest bardzo wysoki głos.

## Dyskografia
Albumy
| Rok wydania | Album                                                       | ITA | Sprzedaż |
| 1997        | Pipes & Flowers                                             | 9   | 350 000  |
| 2000        | Asile's World                                               | 5   | 230 000  |
| 2001        | Then Comes the Sun                                          | 10  | 220 000  |
| 2002        | Elisa (album międzynarodowy)                                | -   | -        |
| 2003        | Lotus                                                       | 2   | 280 000  |
| 2004        | Pearl Days                                                  | 2   | 150,000  |
| 2006        | Soundtrack '96-'06                                          | 1   | 700 000  |
| 2007        | Caterpillar (album międzynarodowy)                          | 34  | -        |
| 2007        | Soundtrack live '96-'06 - (cd + dvd)                        | 11  | 70 000   |
| 2008        | Dancing (tylko USA i Kanada)                                | -   | -        |
| 2009        | Heart (album międzynarodowy)                                | 1   | 210 000  |
| 2010        | ivy (album międzynarodowy)                                  | 4   | 90 000   |
| 2013        | L'anima vola (album międzynarodowy)                         | 1   | 120 000  |
| 2016        | On (album międzynarodowy)                                   | 1   | 50 000   |
| 2018        | Diari aperti (album międzynarodowy)                         | 1   | 100 000  |
| 202         | Ritorno al furuto/Back to the furure (album międzynarodowy) | 2   | 50 000   |

Single
- 1997 – Sleeping in Your Hand
- 1997 – Labyrinth
- 1998 – A Feast for Me
- 1998 – Mr. Want
- 1999 – Cure Me
- 2000 – Gift
- 2000 – Happiness Is Home
- 2000 – Asile's World
- 2001 – Luce (Tramonti a nord est)
- 2001 – Heaven Out of Hell
- 2002 – Rainbow
- 2002 – Time (Planet Funk Remix)
- 2002 – Dancing
- 2003 – Almeno tu nell'universo
- 2003 – Broken
- 2004 – Nessuna certezza
- 2004 – Electricity
- 2004 – Together
- 2004 – The Waves
- 2005 – Una poesia anche per te
- 2005 – Swan
- 2006 – Teach Me Again
- 2006 – Gli ostacoli del cuore
- 2007 – Eppure sentire
- 2007 – Stay
- 2007 – Qualcosa che non c'è